# Aspidiphorus quadriguttatus
Aspidiphorus quadriguttatus es una especie de coleóptero de la familia Sphindidae.

## Distribución geográfica
Habita en el Himalaya.